# Vissel Kobe

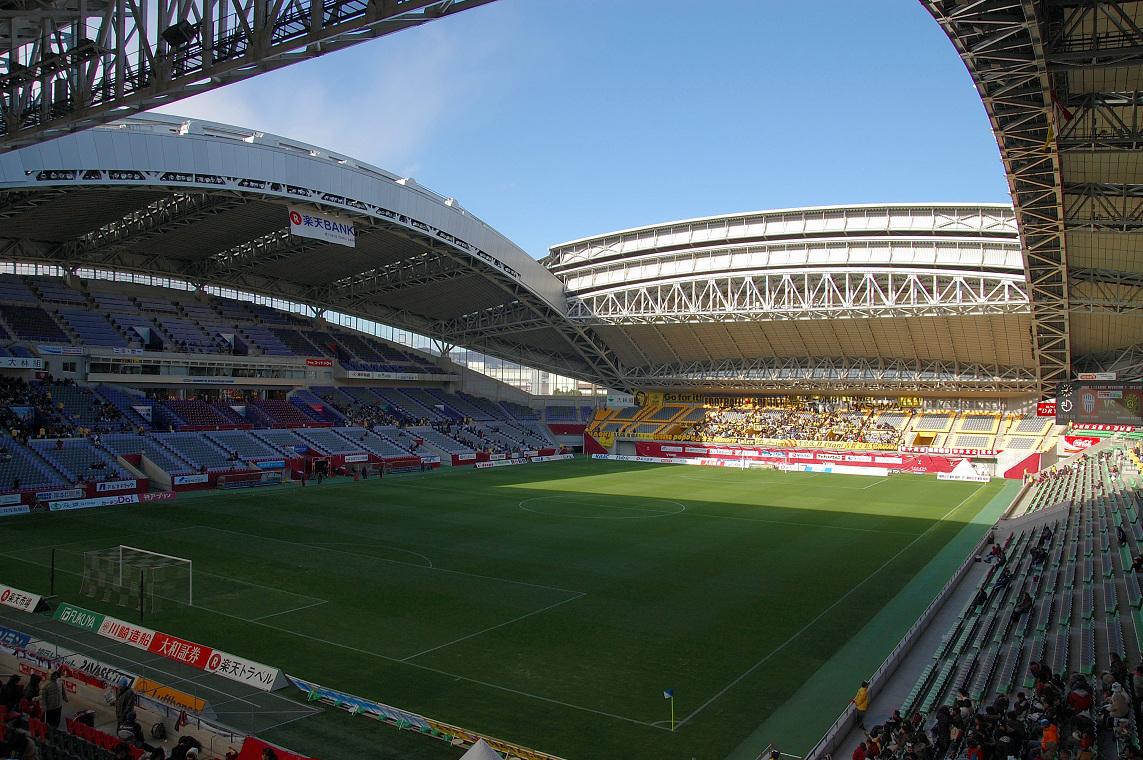
Kóbe Stadion, a Vissel Kobe otthona

A Vissel Kobe   egy japán labdarúgócsapat. Székhelye a Hjógo prefektúrabeli Kóbe város. Vezetőedzője Juan Manuel Lillo.

## Története
A nemzetközi hírű japán cég, a Kawasaki Steel 1966-ban alapította meg Mizushimában (Kurashiki, Okayama prefektúra) a Kawasaki Steel Mizushima nevű labdarúgó-csapatot. 1975-ben jött létre a klub "öregfiúk" csapata, River Free Kickers néven, amely helyben maradt akkor is, amikor a klub nagy része 1995-ben a Hjógó prefekturabeli Kóbéba költözött és felvette a Vissel Kobe nevet. (A szurkolói klub ugyan Okoyama prefektúrában maradt, ám Okayama városába költözött, és 2004-től a Fagiano Okayama nevet viseli.)
A Vissel Kobe 1997-ben jutott fel a japán bajnokság első osztályába, ahonnan később kiesett. 2023-ban az együttes történetében először: a japán bajnokság első osztályának bajnoka lett.

## Eredmények
- Császár Kupa
  - Győztes: 2019, 2024
- Szuperkupa
  - Győztes: 2020
- J2 League
  - Második helyezett: 2013
- J1 League
  - Bajnok: 2023

## Játékoskerete
Frissítve 2019. április 2-án:
| Mezszám       | Név               | Nemzet     | Posztok     | Szül. év (kor)                 | Megjegyzés:    |         |         |         |         |
| Kapusok       | Kapusok           | Kapusok    | Kapusok     | Kapusok                        | Kapusok        | Kapusok | Kapusok | Kapusok | Kapusok |
| ------------- | ----------------- | ---------- | ----------- | ------------------------------ | -------------- | ------- | ------- | ------- | ------- |
| 1             | Daiya Maekawa     | japán      | kapus       | 1994. szeptember 8. (30 éves)  |                |         |         |         |         |
| 18            | Kim Szunggju      | dél-koreai | kapus       | 1990. szeptember 30. (34 éves) |                |         |         |         |         |
| 28            | Kenshin Yoshimaru | japán      | kapus       | 1996. március 27. (28 éves)    |                |         |         |         |         |
| 29            | Kota Ogi          | japán      | kapus       | 1983. május 5. (41 éves)       |                |         |         |         |         |
| 30            | Genta Ito         | japán      | kapus       | 2000. július 2. (24 éves)      |                |         |         |         |         |
| Védők         |                   |            |             |                                |                |         |         |         |         |
| 2             | Naszu Daiszuke    | japán      | hátvéd      | 1981. október 10. (43 éves)    |                |         |         |         |         |
| 3             | Hirofumi Watanabe | japán      | hátvéd      | 1987. július 7. (37 éves)      |                |         |         |         |         |
| 15            | Daiki Miya        | japán      | hátvéd      | 1996. április 1. (28 éves)     |                |         |         |         |         |
| 19            | Ryo Hatsuse       | japán      | hátvéd      | 1997. július 10. (27 éves)     |                |         |         |         |         |
| 22            | Nisi Daigo        | japán      | hátvéd      | 1987. augusztus 28. (37 éves)  |                |         |         |         |         |
| 25            | Leo Oszaki        | japán      | hátvéd      | 1991. július 8. (33 éves)      |                |         |         |         |         |
| 32            | Wataru Hashimoto  | japán      | hátvéd      | 1986. szeptember 14. (38 éves) |                |         |         |         |         |
| 33            | Dankler           | brazil     | hátvéd      | 1992. január 24. (33 éves)     |                |         |         |         |         |
| 34            | So Fujitani       | japán      | hátvéd      | 1997. október 28. (27 éves)    |                |         |         |         |         |
| 40            | Kobajasi Júki     | japán      | hátvéd      | 2000. július 18. (24 éves)     |                |         |         |         |         |
| Középpályások |                   |            |             |                                |                |         |         |         |         |
| 5             | Jamagucsi Hotaru  | japán mi   | középpályás | 1990. október 6. (34 éves)     |                |         |         |         |         |
| 6             | Sergi Samper      | spanyol    | középpályás | 1995. január 20. (30 éves)     |                |         |         |         |         |
| 8             | Andrés Iniesta    | spanyol    | középpályás | 1984. május 11. (40 éves)      |                |         |         |         |         |
| 14            | Hirotaka Mita     | japán      | középpályás | 1990. szeptember 14. (34 éves) |                |         |         |         |         |
| 20            | Asahi Masuyama    | japán      | középpályás | 1997. január 29. (28 éves)     |                |         |         |         |         |
| 24            | Masatoshi Mihara  | japán      | középpályás | 1988. augusztus 2. (36 éves)   |                |         |         |         |         |
| 27            | Yuta Goke         | japán      | középpályás | 1999. június 10. (25 éves)     |                |         |         |         |         |
| 31            | Yuya Nakasaka     | japán      | középpályás | 1997. május 8. (27 éves)       |                |         |         |         |         |
| 35            | Takuya Yasui      | japán      | középpályás | 1998. november 21. (26 éves)   |                |         |         |         |         |
| –             | Kakeru Yamauchi   | japán      | középpályás | 2002. január 6. (23 éves)      |                |         |         |         |         |
| Csatárok      |                   |            |             |                                |                |         |         |         |         |
| 7             | David Villa       | spanyol    | csatár      | 1981. december 3. (43 éves)    |                |         |         |         |         |
| 10            | Lukas Podolski    | német      | csatár      | 1985. június 4. (39 éves)      | csapatkapitány |         |         |         |         |
| 13            | Keijiro Ogawa     | japán      | csatár      | 1992. július 14. (32 éves)     |                |         |         |         |         |
| 16            | Kyogo Furuhashi   | japán      | csatár      | 1995. január 20. (30 éves)     |                |         |         |         |         |
| 17            | Wellington        | brazil     | csatár      | 1988. február 11. (37 éves)    |                |         |         |         |         |
| 21            | Tanaka Dzsunja    | japán      | csatár      | 1987. június 15. (37 éves)     |                |         |         |         |         |

#### Kölcsönben
| #             | Név           | Nemzet        | Posztok       | Szül. év (kor)                 | kölcsönben:                      | meddig:       |               |               |               |
| Középpályások | Középpályások | Középpályások | Középpályások | Középpályások                  | Középpályások                    | Középpályások | Középpályások | Középpályások | Középpályások |
| ------------- | ------------- | ------------- | ------------- | ------------------------------ | -------------------------------- | ------------- | ------------- | ------------- | ------------- |
| —             | Tatsuki Noda  | japán         | középpályás   | 1998. április 2. (26 éves)     | kölcsönben a Kataller Toyama-nál |               |               |               |               |
| Csatár        |               |               |               |                                |                                  |               |               |               |               |
| —             | Daiju Sasaki  | japán         | csatár        | 1999. szeptember 17. (25 éves) | kölcsönben a Palmeiras-nál       |               |               |               |               |
| —             | Akito Mukai   | japán         | csatár        | 1998. november 17. (26 éves)   | kölcsönben az Imabari-nál        |               |               |               |               |

## Edzők
| Edző neve                   | Nemzet        | Időszak                                            |
| --------------------------- | ------------- | -------------------------------------------------- |
| Stuart Baxter               | Skócia        | 1997                                               |
| Hiroshi Kato                | Japán         | 1997                                               |
| Benito Floro                | Spanyolország | 1998                                               |
| Harumi Kori                 | Japán         | 1998                                               |
| Ryoichi Kawakatsu           | Japán         | 1999–02                                            |
| Hiroshi Matsuda             | Japán         | 2002. január – 2002. december                      |
| Hiroshi Soejima             | Japán         | 2003                                               |
| Ivan Hašek                  | Csehország    | 2003. január – 2004. december                      |
| Hiroshi Kato                | Japán         | 2004                                               |
| Hideki Matsunaga            | Japán         | 2005. január – 2005. április 5.                    |
| Émerson Leão                | Brazília      | 2005. május – 2005. június 5.                      |
| Pavel Řehák                 | Csehország    | 2005                                               |
| Stuart Baxter               | Skócia        | 2006. január – 2006. december 06.                  |
| Hiroshi Matsuda             | Japán         | 2007. január – 2007. december 08.                  |
| Caio Júnior                 | Brazília      | 2008. december – 2008. június 9.                   |
| Masahiro Wada (megbízott)   | Japán         | 2009. július – 2009. augusztus 09.                 |
| Toshiya Miura               | Japán         | 2009. augusztus – 2010. szeptember                 |
| Masahiro Wada               | Japán         | 2010. szeptember – 2012. április                   |
| Ryo Adachi (megbízott)      | Japán         | 2012. április – 2012. május                        |
| Akira Nishino               | Japán         | 2012. május 22. – 2012. november 8.                |
| Ryo Adachi (megbízott)      | Japán         | 2012. november 8. – 2012. december 31.             |
| Ryo Adachi                  | Japán         | 2013. január 1. – 2014. december 11.               |
| Nelsinho Baptista           | Brazília      | 2014. december 12. – 2017. augusztus 16.           |
| Takayuki Yoshida            | Japán         | Aug 16, 2017. augusztus 16. – 2018. szeptember 16. |
| Kentaro Hayashi (megbízott) | Japán         | 2018. szeptember 16. – 2018. október 4.            |
| Juan Manuel Lillo           | Spanyolország | 2018. október 4. – 2019. április 16.               |
| Josida Takajuki             | Japán         | 2019. április 17. – 2019. június 8.                |
| Thorsten Fink               | Németország   | 2019. június 9. – 2020. szeptember 21.             |
| Marcos Vives                | Spanyolország | 2020. szeptember 22. – 2020. szeptember 23.        |
| Miura Acuhiro               | Japán         | 2020. szeptember 24. – 2022. március 20.           |
| Lluís Planagumà             | Spanyolország | 2022. március 21. – 2022. április 7.               |
| Miguel Angel Lotina         | Spanyolország | 2022. április 8. – 2022. június 28.                |
| Josida Takajuki             | Japán         | 2022. június 29. –                                 |

## Neves játékosai
- Pavel Horváth középpályás (2004 és 2006 között)
- Andrés Iniesta középpályás
- Sergi Samper középpályás
- Lukas Podolski csatár
- David Villa csatár

## Magyar vonatkozások
- Vécsei Bálint: játékos (2023–2024)